# De Familie
De Familie is een Nederlandse misdaadserie uit 2025, geproduceerd door De Stokerij Schiedam ter gelegenheid van het 750-jarig bestaan van Schiedam. De serie bestaat uit vier afleveringen en is een samenwerking tussen professionele acteurs, jonge talenten van De Jonge Stokerij en lokale vrijwilligers, waaronder ondernemers, koren en verenigingen en is geschreven en geregisseerd door Koen Wouterse.

## Verhaallijnen
De hoofdverhaallijn volgt de zussen Hanna en Claudia van Bol’Es, die lijnrecht tegenover elkaar staan over de koers van het jeneverbedrijf. Hun verschillende opvattingen over traditie en vernieuwing leiden tot een interne machtsstrijd binnen de familie, waarbij ook werknemers van het bedrijf betrokken raken.
Een tweede, parallelle verhaallijn concentreert zich op een groep jongeren uit Schiedam, onder wie Han van Bol’Es, die via een reeks toevalligheden op een verborgen familiegeheim stuiten. De jongeren ontdekken een deel van de van de Van Bol’Es-familie dat verzwegen wordt, wat leidt tot een reeks keuzes en confrontaties met zowel hun eigen verleden als dat van de stad. De ontdekking van het geheim brengt hen in contact met personen en machtsstructuren die verder reiken dan hun eigen leefwereld, waardoor de jonge personages een actieve rol krijgen binnen de bredere familiegeschiedenis.

## Productie
De productie van De Familie begon met een conceptontwikkeling door Koen Wouterse, gericht op het creëren van een serie die zich afspeelt in Schiedam. Volgens Wouterse is de serie dan ook 99,4% Schiedams.
De opnames vonden plaats in Schiedam, waarbij gebruik werd gemaakt van de historische context van de Nederlandse jeneverindustrie om authenticiteit aan de serie toe te voegen. De productie maakte gebruik van lokale locaties en werkte samen met regionale partners om de setting herkenbaar te maken voor het publiek.

## Vertoningen
Elke aflevering gaat in première in een Schiedamse bioscoop: afleveringen één t/m drie in het Wennekerpand en aflevering vier in de Pathé bioscoop. Daarna speelt de aflevering een aantal weken door in de bioscoop. Zo waren er voor aflevering één oorspronkelijk 22 voorstellingen gepland, maar werd deze wegens succes verlengd, met vier extra voorstellingen in de grote zaal van het Wennekerpand.
Naast het Wennekerpand en de Pathé, worden de afleveringen ook vertoond met een arrangement in het Van der Valk hotel in Schiedam.

## Hamlet
De Familie is geschreven als een proloog van het stuk van William Shakespeare: Hamlet, aldus Koen Wouterse. Zo is Han bijvoorbeeld afgeleid van Hamlet en Claudia afgeleid van Claudius. In een mogelijke uitbreiding van de serie, zou het plot van Hamlet dan ook vertaald worden naar het beeld, waarbij het verhaal van seizoen één wordt geïntegreerd.

## Rolverdeling

### Hoofdrollen
| Personage          | Gespeeld door                |
| ------------------ | ---------------------------- |
| Gert van Bol'Es    | Kenneth Herdigein            |
| Hanna van Bol'Es   | Manoushka Zeegelaar Breeveld |
| Claudia van Bol'Es | Rosetta Drenth               |
| Paul Visser        | Stefan Rokebrand             |
| Osric              | Bart van Sliedregt           |
| Han van Bol'Es     | Ise Montens                  |
| Lars Visser        | Simon Smulders               |
| Ophelia Visser     | Ashlyn van Dorst             |
| Hollie             | Anoek Verspuij               |
| Guido              | Stan Vos                     |
| Ronald             | Ties van Noordennen          |
| Lilly              | Maud Neuschwanger            |

### Overige rollen
| Personage | Gespeeld door       |
| --------- | ------------------- |
| Joachim   | Don Diego Poeder    |
| Madeleine | Ellen Röhrman       |
| Marina    | Sascha Schrammeijer |